# Puszcza Świętokrzyska

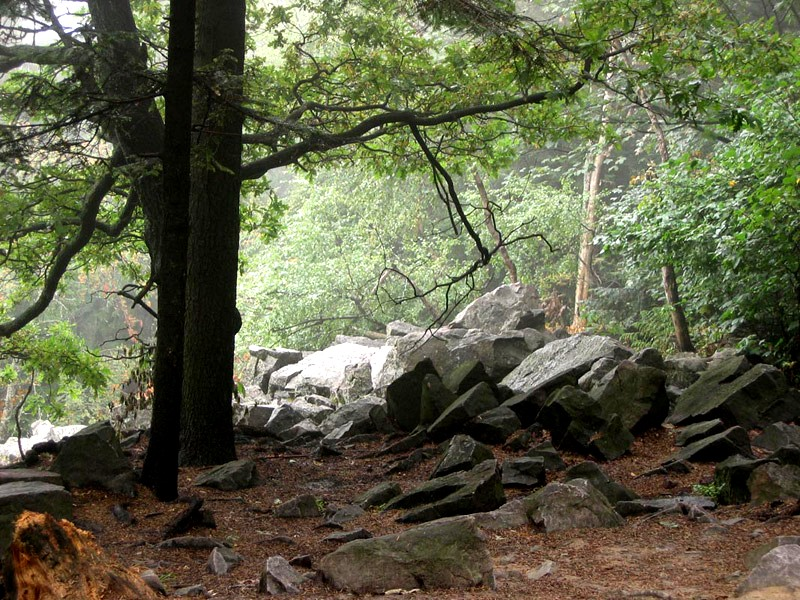
Puszcza Świętokrzyska

Puszcza Świętokrzyska – puszcza położona w województwie świętokrzyskim i na południu województwa mazowieckiego. Nie jest zwartym kompleksem leśnym. Zajmuje obszar 53 000 ha lasów.
Obejmuje nadleśnictwa: Daleszyce, Skarżysko, Zagnańsk, Kielce (część), Łagów (część), Przysucha (część), Suchedniów (część) oraz Świętokrzyski Park Narodowy.

## Historia
W średniowieczu Puszcza Świętokrzyska była własnością biskupów krakowskich. Graniczyła z Puszczą Pilicką i dawną Puszczą Radomską. W jej skład wchodziły obecne Lasy Włoszczowsko-Opoczyńskie, Puszcza Iłżecka i współczesna Puszcza Świętokrzyska.

## Parki krajobrazowe i rezerwaty
- Suchedniowsko-Oblęgorski Park Krajobrazowy
  - Świnia Góra
  - Dalejów
  - Barania Góra

- Konecko-Łopuszniański Obszar Chronionego Krajobrazu
  - Skałki Piekło pod Niekłaniem

- Wykus
- Cis A
- Cis B